# Arkista's Ring
Arkista's Ring är ett action-äventyrsspel utvecklat av NMK och publicerat av American Sammy för Nintendo Entertainment System, 1990. Spelet ligger i en fantasivärld där spelaren kontrollerar en kvinnlig älva som heter Christine, i sin strävan att hitta titeln magiska objekt.

### Fotnoter
1. ↑  ”Arkista's Ring” (på engelska). Nintendo. https://nintendo.fandom.com/wiki/Arkista%27s_Ring. Läst 24 april 2020.
2. ↑  ”Arkista’s Ring – Hardcore Gaming 101” (på amerikansk engelska). http://www.hardcoregaming101.net/arkistas-ring/. Läst 24 april 2020.